# Funilândia
Funilândia este un oraș în Minas Gerais (MG), Brazilia.